# Lista de álbuns número um em Portugal em 2023
A lista dos álbuns que alcançaram a posição de número um em Portugal em 2023. É realizada através de dados recolhidos pela Associação Fonográfica Portuguesa.

## Histórico
| Semana | Álbum                                               | Artista             | Referências |
| ------ | --------------------------------------------------- | ------------------- | ----------- |
| 1      | Casa Guilhermina                                    | Ana Moura           | [ 1 ]       |
| 2      | Casa Guilhermina                                    | Ana Moura           | [ 2 ]       |
| 3      | The Dark Side of the Moon                           | Pink Floyd          | [ 3 ]       |
| 4      | Rush!                                               | Måneskin            | [ 4 ]       |
| 5      | The Dark Side of the Moon                           | Pink Floyd          | [ 5 ]       |
| 6      | Harry's House                                       | Harry Styles        | [ 6 ]       |
| 7      | Midnights                                           | Taylor Swift        | [ 7 ]       |
| 8      | Casa Guilhermina                                    | Ana Moura           | [ 8 ]       |
| 9      | Cracker Island                                      | Gorillaz            | [ 9 ]       |
| 10     | Portuguesa                                          | Carminho            | [ 10 ]      |
| 11     | Endless Summer Vacation                             | Miley Cyrus         | [ 11 ]      |
| 12     | Songs of Surrender                                  | U2                  | [ 12 ]      |
| 13     | Did You Know That There's a Tunnel Under Ocean Blvd | Lana Del Rey        | [ 13 ]      |
| 14     | The Dark Side of the Moon Live at Wembley 1974      | Pink Floyd          | [ 14 ]      |
| 15     | Meteora                                             | Linkin Park         | [ 15 ]      |
| 16     | 72 Seasons                                          | Metallica           | [ 16 ]      |
| 17     | 72 Seasons                                          | Metallica           | [ 17 ]      |
| 18     | First Two Pages of Frankenstein                     | The National        | [ 18 ]      |
| 19     | D-Day                                               | Agust D             | [ 19 ]      |
| 20     | Random Access Memories                              | Daft Punk           | [ 20 ]      |
| 21     | Oyto                                                | David Carreira      | [ 21 ]      |
| 22     | V.H.S – Vol. 1                                      | Fernando Daniel     | [ 22 ]      |
| 23     | 5-Star                                              | Stray Kids          | [ 23 ]      |
| 24     | 5-Star                                              | Stray Kids          | [ 24 ]      |
| 25     | 5-Star                                              | Stray Kids          | [ 25 ]      |
| 26     | 5-Star                                              | Stray Kids          | [ 26 ]      |
| 27     | 5-Star                                              | Stray Kids          | [ 27 ]      |
| 28     | Speak Now (Taylor's Version)                        | Taylor Swift        | [ 28 ]      |
| 29     | Speak Now (Taylor's Version)                        | Taylor Swift        | [ 29 ]      |
| 30     | 5-Star                                              | Stray Kids          | [ 30 ]      |
| 31     | 5-Star                                              | Stray Kids          | [ 31 ]      |
| 32     | 5-Star                                              | Stray Kids          | [ 32 ]      |
| 33     | Speak Now (Taylor's Version)                        | Taylor Swift        | [ 33 ]      |
| 34     | ISTJ                                                | NCT Dream           | [ 34 ]      |
| 35     | ISTJ                                                | NCT Dream           | [ 35 ]      |
| 36     | Speak Now (Taylor's Version)                        | Taylor Swift        | [ 36 ]      |
| 37     | Guts                                                | Olivia Rodrigo      | [ 37 ]      |
| 38     | Guts                                                | Olivia Rodrigo      | [ 38 ]      |
| 39     | Guts                                                | Olivia Rodrigo      | [ 39 ]      |
| 40     | Guts                                                | Olivia Rodrigo      | [ 40 ]      |
| 41     | The Dark Side of the Moon Redux                     | Roger Waters        | [ 41 ]      |
| 42     | The Name Chapter: Freefall                          | Tomorrow X Together | [ 42 ]      |
| 43     | Hackney Diamonds                                    | The Rolling Stones  | [ 43 ]      |
| 44     | 1989 (Taylor's Version)                             | Taylor Swift        | [ 44 ]      |
| 45     | Golden                                              | Jungkook            | [ 45 ]      |
| 46     | Golden                                              | Jungkook            | [ 46 ]      |
| 47     | 1989 (Taylor's Version)                             | Taylor Swift        | [ 47 ]      |
| 48     | 1989 (Taylor's Version)                             | Taylor Swift        | [ 48 ]      |
| 49     | 1989 (Taylor's Version)                             | Taylor Swift        | [ 49 ]      |
| 50     | 1989 (Taylor's Version)                             | Taylor Swift        | [ 50 ]      |
| 51     | 1989 (Taylor's Version)                             | Taylor Swift        | [ 51 ]      |
| 52     | 1989 (Taylor's Version)                             | Taylor Swift        | [ 52 ]      |